# نجاح سلام
نجاح محيي الدين سلام (13 مارس 1931 - 28 سبتمبر 2023) هي مغنية وممثلة لبنانية مصرية. اشتهرت أغانيها في معظم البلاد العربية، وقد عُرفت بأدائها للأغاني الوطنية والابتهالات الدينية، وهي حاصلة على جائزة الأوسكار من جمعية تكريم عمالقة الفن العربي في الولايات المتحدة عام 1995.

## سيرتها
ولدت في بيروت. جدها الشيخ عبد الرحمن سلام مفتي بيروت، ووالدها الفنان والأديب محيي الدين سلام أحد أبرز الملحنين وعازفي العود في لبنان والوطن العربي. وأخوها الصحفي عبد الرحمن سلام. تعلمت أصول الغناء من والدها الذي كان منزله أشبه ما يكون بمعهد فني.
بدايتها في الغناء كانت من خلال الحفلات المدرسية التي كانت تقام مع نهاية كل عام مدرسي. في العام 1948 صحبها والدها إلى القاهرة حيث عرّفها على كبار الفنانين مثل أم كلثوم والموسيقار فريد الأطرش وشقيقته المطربة أسمهان والشيخ زكريا أحمد وغيرهم. وفي العام 1949 سجلت لشركة بيضا فون أول أغانيها وهي «حول يا غنام»، وأغنية يا «جارحة قلبي»، وحينها احترفت الغناء. غنت في كل من حلب، ودمشق، وبغداد، ورام الله. في بداية العام 1950م عادت إلى لبنان لتسجيل بعض الأغاني للإذاعة اللبنانية، وكانت أولى هذه الأغاني «على مسرحك يا دنيا». وكانت انطلاقتها السينمائية مع أول أفلامها وهو «على كيفك» مع السيدة ليلى فوزي. كان فيلمها الثاني «ابن ذوات» وفي هذا الفيلم غنت عدة اغنيات مثل: «برهوم حاكيني»، «الشاب الأسمر»، وغيرها. ثم مثلت فيلم «الدنيا لما تضحك» مع شكري سرحان وإسماعيل ياسين، ثم فيلم «دستة مناديل» مع كارم محمود.
وفي العام 1956م كان العدوان الثلاثي على القاهرة، فغنت أغانيها الوطنية مثل «يا أغلى اسم في الوجود» ثم قصيدة «أنا النيل مقبرة للغزاة» للشاعر محمود حسن إسماعيل. وفي فيلم «السعد وعد» اختلف المخرج مع البطل شكري سرحان فرشّح والد نجاح سلام المطرب اللبناني محمد سلمان للقيام بدور البطولة أمام ابنته، فكان هذا الفيلم سببا في زواجهما التي نتج عنه ابنتان هما سمر وريم. ثم غنت في الجزائر وتونس وذهبت إلى كان لعرض أفلامها.
توجهت بعد ذلك إلى القاهرة للقيام بطولة فيلم «سر الهاربة» مع الفنانة سعاد حسني وكمال الشناوي، ثم فيلم «الشيطان» مع فريد شوقي وشمس البارودي، مع استمرارها بإحياء الحفلات في لبنان وسوريا ومصر.
وفي العام 1971 سافرت إلى الأردن بدعوة من وزارة الإعلام وقدمت أغانيها إلى الإذاعة الأردنية، ثم توجهت إلى العراق بدعوة من وزارة الإعلام. وفي العام 1972 سافرت إلى القاهرة حيث شاركت في بطولة أحد الافلام مع كوكا وفريد شوقي وفي عام 1973 سافرت إلى سوريا بعد الانتصار على إسرائيل إبّان حرب تشرين وغنت أغنية وطنية هي «سورية يا حبيبتي» بالمشاركة مع محمد سلمان والمطرب محمد جمال.
وفي العام 1974 اندلعت الحرب الأهلية اللبنانية فسافرت إلى القاهرة وأقامت فيها حيث تم تكريمها بمنحها الجنسية المصرية وأطلق عليها لقب «عاشقة مصر» لما قدمته من أغنيات وطنية صادقة بداية من عهد الرئيس جمال عبد الناصر. وعندما استلم الرئيس اللبناني إلياس الهراوي رئاسة الجمهورية اللبنانية، قام بزيارة القاهرة، وكانت الفنانة الكبيرة السيدة نجاح سلام أول المستقبلين له في مبنى السفارة اللبنانية في القاهرة، فبادرها بالقول أنها ثروة وطنية وفنانة عظيمة لا يجوز أن تظل خارج بلادها. فعادت إلى لبنان وقدمت أعمالا وطنية كبيرة مثل «لبنان درة الشرق» كلمات الشاعر صالح الدسوقي وألحان الفنان أمجد العطافي، وقد كرمها الرئيس الهراوي في قصر الرئاسة ومنحها وسام الاستحقاق برتبة فارس.

## أعمالها

### بعض الأغاني
| - وندهت عليك - أحبك - أين يا أيام - الهوى العذري - بعيد يا حبيبي - بلغ سلامي - يا ظالمي - يا أعز الحبابيب - متى تعود - تستاهل يا قلبي - دمعتى - ده هو يا قمر - لا مال ولا جاه - عايز جواباتك - شو بتعمل فينا - صورة المحبوب - عاد المحبوب - علا وعلا - لا تسألني يا حبيبي - مرة | - كنا هنا - دقيت على باب الأمل - يا مدفعي - من بحار الخوف - أنشودة الفجر - يوم عيد الاتحاد - قصيدة بغداد - مقاومة - يا رب وحد كلمة الإسلام - الله يا لبنان ما أجملك - سلام من جبل لبنان - حلفت بأجرح قانا - يا عايدة يا فلسطينية - يا أغلى اسم في الوجود - انا النيل مقبرة الغزاة - الله على النصر - اليوم النصر - إنحني ياتاريخ - سوريا ياحبيبتي - يا قدسنا | - الوحدة العربية - بدي عريس نادي الزراعيين - شيء من الغضب - وقبل الفجر - بالصوم يصفوا الشعور - أمجد العطافي - يا ليت يا رمضان - يا أمة الإسلام - شهر الحب يا رمضان - يا من عن الصوم ادبر - الصائمون القائمون - الصوم فلاح وعبادة - الحمد لله العظيم - يا مرحبا شهر الهدى - نادى المؤذن - ولد الهدى - أتينا لبابك خاشعين - أنا بدعي - علام الغيوب | - قابل التوبة - هيئ لنا من امرنا رشدا - يا أيها الساري الحزين - خلقت كل البشر - على باب المصطفى - مديح المؤمنين - روح - يا مالك روحي - شلونك عيني - يا جارحة قلبي - سيرة الحب - يا سيدي ماشطرك - اخرج للعالم يا موس - الشهيد - يا ريم وادي ثقيف - حايل بعد حيي - من نظرتك يازين - ميّل يا غزيّل - برهوم حاكيني |

- دنيا الهوى
- يا أمة العرب

### الأفلام
- على كيفك، 1952
- ابن ذوات - الدنيا لما تضحك، 1953
- دستة مناديل، 1954
- السعد وعد، 1955
- الكمساريات الفاتنات، 1957
- اللحن الأول، 1958
- في قلبها نار، 1960- إخراج: أحمد الطوخي
- مرحباً أيها الحب، 1962- إخراج: محمد سلمان
- سر الهاربة، 1963
- الشيطان، 1969

## وفاتها
توفيت في بيروت يوم الخميس 13 ربيع الأول 1445 هـ الموافق 28 سبتمبر (أيلول) 2023 م، وصُلي عليها في اليوم التالي بعد صلاة الجمعة في مسجد الخاشقجي ببيروت.

## روابط خارجية
- نجاح سلام على موقع IMDb (الإنجليزية)
- نجاح سلام على موقع الدهليز
- نجاح سلام على موقع قاعدة بيانات الأفلام العربية
- نجاح سلام على موقع ميوزك برينز (الإنجليزية)
- نجاح سلام على موقع ديسكوغز (الإنجليزية)